# Albanië op de Olympische Winterspelen 2014
Albanië was een van de landen die deelnam aan de Olympische Winterspelen 2014 in Sotsji, Rusland.
Bij de derde deelname van Albanië aan de Winterspelen werd ook Erjon Tola (in 2006 en 2010 de enige deelnemer namens zijn vaderland) voor de derde keer ingeschreven voor deelname; hij nam uiteindelijk niet aan de olympische wedstrijden deel. De tweede Albanese deelnemer, Suela Mëhilli was de eerste vrouwelijke winterolympiër namens Albanië.

## Deelnemers en resultaten
(m) = mannen, (v) = vrouwen 

### Alpineskiën
| Olympiër       | Onderdeel        | Resultaat | Prestatie                                                          |
| -------------- | ---------------- | --------- | ------------------------------------------------------------------ |
| Erjon Tola (3) | reuzenslalom (m) | DNS-1     | run 1: niet gestart                                                |
| Erjon Tola (3) | slalom (m)       | DNS-1     | run 1: niet gestart                                                |
|                |                  |           |                                                                    |
| Suela Mëhilli  | reuzenslalom (v) | 60e       | run 1: 1:33,55 (65e) run 2: 1:34,36 (60e) totaal: 3:07,91 (+31,04) |
| Suela Mëhilli  | slalom (v)       | DSQ-1     | run 1: gediskwalificeerd                                           |